# 溆浦县
溆浦县，地处湖南省西部、怀化市东北部、沅水中游、雪峰山北麓，区域总面积为3438平方公里，户籍总人口約90万。县人民政府驻卢峰镇。

## 历史
“溆浦”一词出自屈原的《涉江》：“入溆浦余儃佪兮”，意为“溆水之滨”。
溆浦一带秦属黔中郡，汉高祖五年（公元前202年）置义陵县，县治今卢峰镇南，属武陵郡，汉光武帝建武六年(公元30年)并入辰阳。隋文帝开皇九年（公元589年）辰阳更名为辰溪。唐武德五年（622年）析辰溪县原汉义陵县之地，定名“溆浦县”，属辰州。天宝元年（公元742年）辰州改为泸溪郡，溆浦改属泸溪郡。
五代后梁开平元年（公元907年）至后周广顺元年（公元951年），溆浦为楚属地。宋至道三年（公元997年）溆浦随辰州辖属湖州路（南宋称荆湖北路）。元世祖至元十二年（公元1275年）属湖广行中书省。清康熙三年（公元1664年）属湖南承宣布政使司。
民国二年为湖南省辰沅永靖道所辖，民国三年改为辰沅道。民国十二年废辰沅道，溆浦县直属湖南省。民国二十四年属湘西绥靖区，民国二十九年属湖南省第九行政督察区。中华人民共和国成立后，原第九行政督察区改称湘西行政区沅陵专区。1952年湘西行政区和沅陵专区撤销，溆浦县属芷江专区，后相继属黔阳专区、黔阳地区、怀化地区、怀化市至今。

## 地理
溆浦县位于湖南省的西部，怀化市的东北面。地理坐标在东经110°15′-111°01′、北纬27°19′-28°17′之间。北临沅陵县和安化县，东界新化县和隆回县，南与洞口县、洪江市接壤，西与中方县和辰溪县为邻。

### 地形
溆浦县处于雪峰山主峰的北向伸延地区，四周山峦重迭，地势东南高、西北低，最高点为南部凉风界海拔1614米，最低点为西部沅水出境地海拔118米。境内最大山峰为雷坡山。

### 河流
境内溪河密布，有大小河流204条，总流程2194公里。溆水是溆浦县最主要的河流，古称序水，也称双龙江，其上游称二都河，全长143公里。沅江，是湖南的第二大河流，流经溆浦西部，在大江口镇纳溆水。

### 气候
溆浦县属亚热带湿润季风气候，介于雪峰山北端安化多雨低温中心与湘西高温干旱少雨的麻阳盆地之间，从而使该县气候具有亚热带季风湿润气候的共同特征。多年年平均气温16.9℃，7月份最热，月平均气温26.7℃至29.8℃，极端最高气温40.5℃；1月份最冷，平均气温1.6℃至7.1℃，极端最低气温—12.6℃，年平均降水量为1539.1毫米，年平均无霜期286天。

## 行政区划
溆浦县下辖18个镇、7个乡：
卢峰镇、低庄镇、桥江镇、龙潭镇、均坪镇、观音阁镇、双井镇、水东镇、两丫坪镇、黄茅园镇、葛竹坪镇、大江口镇、思蒙镇、深子湖镇、祖师殿镇、三江镇、统溪河镇、北斗溪镇、舒溶溪乡、油洋乡、小横垅乡、中都乡、沿溪乡、龙庄湾乡和淘金坪乡。

## 政治

### 现任领导
| 机构     | 溆浦县人民政府 县长 | · 中国共产党 · 溆浦县委员会 · 书记 | 溆浦县人民代表大会 常务委员会 主任 | · 中国人民政治协商会议 · 溆浦县委员会 · 主席 |
| -------- | ------------------- | ---------------------------------- | ---------------------------------- | -------------------------------------------- |
| 姓名     | 杨廉喜              | 郑湘                               | 舒林子                             | 张伟                                         |
| 民族     | 侗族                | 汉族                               | 侗族                               | 汉族                                         |
| 出生地   | 湖南省会同县        | 湖南省辰溪县                       | 湖南省武冈县                       | 湖南省溆浦县                                 |
| 出生日期 | 1972年11月（52歲）  | 1975年2月（50歲）                  | 1970年3月（54—55歲）               | 1969年8月（55歲）                            |
| 就任日期 | 2020年8月           | 2021年5月                          | 2021年10月                         | 2021年10月                                   |

## 人口
2020年，漵浦县常住人口为75.78萬人。

### 民族
溆浦為土家族的分布區之一，當地三闾滩有還具有土家族的祖先巴人悬棺的習俗。

## 文化

### 民俗
溆浦保持以农历五月初五为小端午，五月十五为大端午的习俗。溆浦龙舟比赛与其他地方竞速不同，具有很强的争斗性。

### 语言
溆浦方言糅合了湘语、赣语和西南官话的影响，甚至还保留着几千年的上古楚音。长期以来，人们对溆浦话归属看法不一，现在学术界大多将溆浦话归为湘语辰溆片。

## 交通

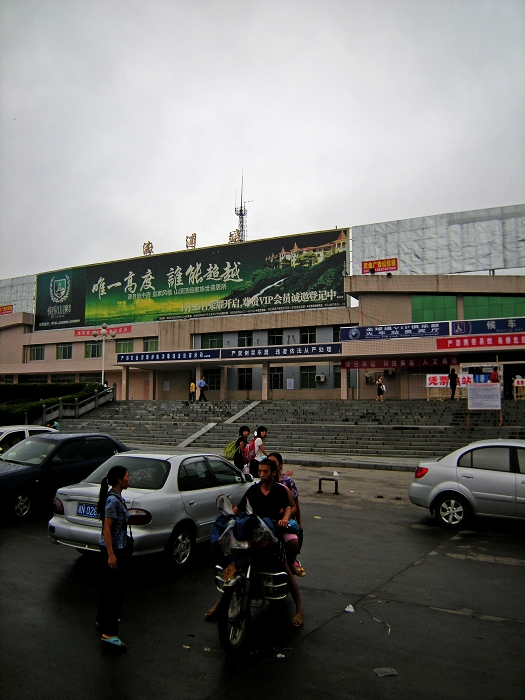
溆浦站

溆浦铁路交通较为发达，高速公路交通发展较慢。现有沪昆线经溆浦设溆浦、低庄两个快速车站。沪昆高铁经北斗溪乡油垅村设溆浦南站。
 娄怀高速公路经溆浦，分为溆怀、溆新两段。
- 354国道过境。

## 旅游
溆浦境内自然景观和人文古迹丰富，但缺乏系统的开发和保护。清朝康熙年间的《溆浦县志》记载有“溆浦八景”，以县城城郊的风景点为主，分别是卢峰仙隐、桃谷春风、栎垅樵歌、鹰渚回波、芦潭渔唱、桂坊秋月、溆水屈澶、龙堆积雪，大多今已不存在。

现境内自然景观有“新潇湘八景”之一的思蒙山水，位于龙潭镇的米粮谷原始次森林。人文景观有唐开元五年的龙泉寺，清朝乾隆年间的阳雀坡古村落，抗日最后一战遗址及国军阵亡将士纪念陵园，中共早期妇女领袖向警予同志纪念馆，葛竹坪镇山背村高山梯田等。